# Bakwé (peuple)
Cet article concerne le peuple. Pour la langue krou, voir Bakwé.
Les Bakwé sont une population d'Afrique de l'Ouest vivant dans le sud-ouest de la Côte d'Ivoire, notamment autour de Soubré, San-Pédro, Méagui et Sassandra. Ils font partie du groupe Krou.

## Langue
Leur langue est le bakwé, une langue krou, dont le nombre de locuteurs a été estimé à 10 300 en 1993.

## Culture

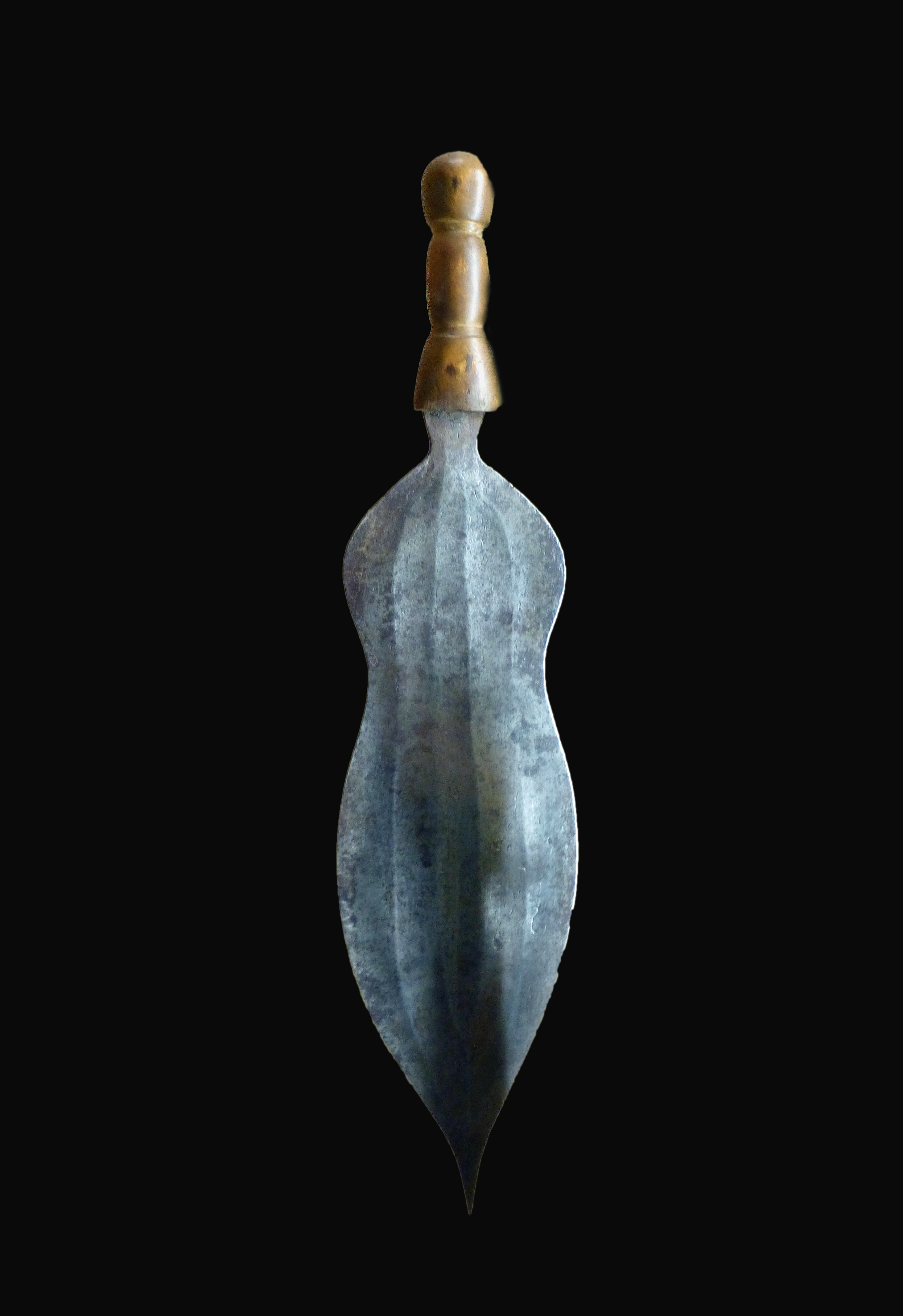
Glaive de guerre gblé, Musée africain de Lyon.

## Personnalités
- Clément Boueka Nabo[3], maire de la commune de San-Pédro (Côte d'Ivoire) de 2001 à 2013.
- Ano Mira, chanteuse[4],[5]
- Dino Malachie, chanteur
- Éric patron, chanteur
- Kley Saley, chanteur
- Salé Poli, homme politique
- Nétro Tagbo Réné, homme politique
- Justine Capet, première femme économiste de Côte-d’Ivoire
- Josiane Capet, ambassadrice de Côte-d’Ivoire au Portugal
- Mathieu Capet, ex ambassadeur de Côte-d’Ivoire au Brésil